# Ptilorrhoa leucosticta
La zordala moteada (Ptilorrhoa leucosticta)  es una especie de ave paseriforme de la familia Psophodidae endémica de Nueva Guinea. Su hábitat natural son los bosques húmedos tropicales montanos .